# Ensemble Lentia Nova
Das Ensemble Lentia Nova ist ein musikalisches Ensemble, das ursprünglich als reine Kammermusikvereinigung gedacht war. Dieser Linie treu bleibend, absolviert das Ensemble in seiner Stammbesetzung immer wieder Programme in kleiner Besetzung. Im Laufe seiner Geschichte erweiterte sich die Besetzung aber ständig. Daher spielt Lentia Nova unter seinem Leiter Michael Wahlmüller auch Literatur für Kammerorchester und Symphonieorchester.

## Name und Ziele
Das Ensemble bezieht seinen Namen aus dem Lateinischen (Lentia: lat. Bezeichnung der Heimatstadt Linz; nova: neu). Hinter dieser Namensgebung steckt schon das Profil des Ensembles, welches der Gründer Michael Wahlmüller gemeinsam mit den übrigen Initiatoren vor mehr als fünf Jahren entwickelt hat: Das Ensemble widmet sich ganz speziell der Aufführung neuer Werke (vornehmlich oberösterreichischer Komponisten) und der Förderung junger Solisten. Daneben werden aber auch Werke des klassisch-romantischen Repertoires einstudiert und aufgeführt (z. B. Sinfonien von Franz Schubert, Mozarts Requiem).
Initiator, Gründer und ständiger künstlerischer Leiter ist Michael Wahlmüller. Mitbegründer waren Alfred Wahlmüller, Claudia und Othmar Nagl, Andrea Wögerer, Karlheinz Heimberger.

## Geschichte
Gegründet wurde das Ensemble Lentia Nova im Jahr 2004. Anlass zur Gründung eines Klangkörpers, der aus einer Reihe von Kammermusikfreunden bestehen sollte, war ein Gedächtniskonzert für den damals erst kürzlich verstorbenen oberösterreichischen Komponisten Augustinus Franz Kropfreiter. Bei seiner Gründung spielte das Ensemble die Altdorfer Passion dieses Komponisten, Organisten und Augustiner-Chorherren im Altomonte-Saal des Stiftes St. Florian. Sehr bald folgten weitere Auftritte:
- Uraufführung der Kantate „Das sanfte Gesetz“ von Michael Wahlmüller (Stifterjahr 2005)
- Aufführungen mit Pergolesis „Stabat mater“ und W. A. Mozarts Klarinettenquintett
- Streichorchesterkonzerte
- Zweimalige Aufführung des Mozartrequiems
- Uraufführung der „Missa cum grano salis“ von Michael Wahlmüller (Landesausstellung 2008 in Hallstatt)[4][5]

## Aufführungsorte
Das Ensemble absolviert jährlich ca. zwölf Konzerte. Innerhalb dieser Konzertreihe haben sich im Laufe der Zeit Veranstalter und Veranstaltungsorte mehrfach wiederholt. Einige Veranstalter sind inzwischen feste Kooperationspartner von Lentia Nova:
- Veranstaltungsreihe in Kirche und Konvent der Elisabethinen Linz und Wien
- Albertus Magnus Konzertreihe, Wien
- Bad Zeller Kulturwochen
- Pädagogische Hochschule der Diözese Linz
- Prämonstratenser-Stift Schlägl
- Stadtpfarrkirche Bad Leonfelden

Außerdem kooperierte das Ensemble auch mit der Österreichischen Gesellschaft für Musik, der Österreichischen Gesellschaft für zeitgenössische Musik, dem Stift St. Florian, der Österreichischen Superiorenkonferenz, der Stadthalle Wels und der Schubertiade Wels.